# Fist for Fight
Fist For Fight es el primer álbum demo de la banda de power metal sueca Sabaton. Este es un demo de producción propia que fue lanzado bajo el sello italiano Underground Symphony.

## Lista de canciones
| Fist for Fight |                                                |                                                                                  |          |  |
| N.º            | Título                                         | Tema                                                                             | Duración |  |
| 1.             | «Introduction» (Introducción)                  | Prólogo                                                                          | 0:53     |  |
| 2.             | «Hellrider» (Motociclista del infierno)        | Valores contraculturales de los moteros.                                         | 3:45     |  |
| 3.             | «Endless Nights» (Noches sin fin)              | Ritos asociados al Satanismo tradicional.                                        | 4:48     |  |
| 4.             | «Metalizer» (Metalizador)                      | Alusión explícita al Heavy Metal.                                                | 4:42     |  |
| 5.             | «Burn Your Crosses» (Quemad vuestras cruces)   | La oposición del Cristianismo al librepensamiento.                               | 5:27     |  |
| 6.             | «The Hammer Has Fallen» (El martillo ha caído) | La desesperación de un hombre que se suicida.                                    | 5:46     |  |
| 7.             | «Hail to the King» (Viva el rey)               | Alegoría al levantamiento contra la Monarquía feudal.                            | 4:09     |  |
| 8.             | «Shadows» (Sombras)                            | Los Nazgûl del universo ficticio de El Señor de los Anillos de J. R. R. Tolkien. | 3:32     |  |
| 9.             | «Thunderstorm» (Tormenta eléctrica)            | La Mitología nórdica                                                             | 3:07     |  |
| 10.            | «Masters of the World» (Maestros del mundo)    | Apología al Heavy Metal                                                          | 3:57     |  |
| 11.            | «Guten Nacht» (Buenas Noches)                  | Epílogo                                                                          | 1:11     |  |
| 12.            | «Birds of war» (Pájaros de guerra)             | Fantasía sobre ángeles caídos descendiendo del cielo.                            | 5:43     |  |
| 36:03          |                                                |                                                                                  |          |  |

## Alineación de la banda
- Joakim Brodén - Voz
- Joakim Brodén - Teclados
- Rickard Sundén - Guitarra
- Oskar Montelius - Guitarra
- Pär Sundström - Bajo
- Daniel Mullback - Batería

- Datos: Q763582